# Kanada na Letních olympijských hrách 1904
Kanada se účastnila Letní olympiády 1904 v americkém Saint Louis. Zastupovalo ji 56 mužů v 6 sportech.

## Medailisté
| Medaile | Jméno | Sport     | Soutěž                    |
| ------- | --- | --------- | ------------------------- |
| Zlato   | Étienne Desmarteau | Atletika  | Muži hod váhou - 56 liber |
| Zlato   | Otto Christman George Ducker John Fraser John Gourlay Alexander Hall Albert Henderson Albert Johnson Robert Lane Ernest Linton Gordon McDonald Frederick Steep Tom Taylor William Twaits | Fotbal    | Turnaj mužů               |
| Zlato   | George Lyon | Golf      | Muži jednotlivci          |
| Zlato   | Eli Blanchard William Brennaugh George Bretz William Burns George Cattanach George Cloutier Sandy Cowan Jack Flett Benjamin Jamieson Stuart Laidlaw Hilliard Lyle Lawrence Pentland      | Lakros    | Turnaj mužů               |
| Stříbro | Arthur Bailey Phil Boyd Thomas Loudon Donald MacKenzie George Reiffenstein William Rice George Strange William Wadsworth Joseph Wright                                                   | Veslování | Muži osmiveslice          |
| Bronz   | Black Hawk Black Eagle Almighty Voice Flat Iron Spotted Tail Half Moon Lightfoot Snake Eater Red Jacket Night Hawk Man Afraid Soap Rain in Face                                          | Lakros    | Turnaj mužů               |